# Tom Heinsohn
Thomas William Heinsohn (født 26. august 1934, død 9. november 2020) var en amerikansk basketballspiller, træner og kommentator, som var kendt for sin tid hos Boston Celtics. Han vandt 10 NBA mesterskaber i sin karriere, otte som spiller og to som træner.

## Spillerkarriere
Heinsohn blev draftet af Boston Celtics med et territorievalg, som var lavet så klubber kunne drafte lokalt talent, i 1956. Han etablerede sig med det samme som en vigtig spiller på holdet, og vandt overraskende Rookie of the Year-prisen over holdkammerat Bill Russell. Celtics nåede til finalen i sæsonen, hvor Celtics vandt deres første mesterskab. I sine ni år i ligaen som spiller, var Heinsohn med til at vinde otte mesterskaber, og var med på All-Star holdet seks gange.

## Trænerkarriere
Heinsohn overtog rollen som Celtics' træner i 1969, og havde succes i at bringe den næste generation af spillere på holdet. Han ledte Celtics til at vinde flest kampe i 1972-73 sæsonen, og vandt som resultat prisen som årets træner i NBA, dog at Boston herefter skuffede i slutspillet. Det lykkedes dog at vinde mesterskaber i 1974 og 1976, før han stoppede sin trænerkarriere i 1978.

## Mediekarriere
Heinsohn havde oprindeligt startet som kommentator for Celtics kampe i 1966, men stoppede da han tog rollen som træner. Han vendte tilbage som kommentator efter at have stoppet som træner, og fortsatte i denne rolle frem til sin død i 2020.